# Gaspar de Borja y Velasco
Gaspar de Borja y Velasco (ur. 26 czerwca 1580 w Villalpando – zm. 28 grudnia 1645 w Madrycie) – hiszpański kardynał i dyplomata.

## Życiorys
Nie wiadomo dokładnie, kiedy się urodził, różne biografie podają daty 1580, 1582, 1584 lub 1589. Należał do rodu Borgia (po hiszpańsku Borja), z którego wywodzili się papieże Kalikst III i Aleksander VI. Studiował teologię na uniwersytecie w Alcalá de Henares, gdzie następnie został wykładowcą. Sprawował też funkcję archidiakona najpierw w Cuenca, a następnie w Toledo.
17 sierpnia 1611 papież Paweł V mianował go kardynałem prezbiterem z tytułem S. Susannae. W latach 1616–1619 i ponownie od kwietnia 1631 sprawował funkcję hiszpańskiego ambasadora przy Stolicy Apostolskiej. Przez krótki czas, od czerwca do grudnia 1620, był wicekrólem Neapolu. Uczestniczył w konklawe 1621 i konklawe 1623. 15 lipca 1630 został mianowany kardynałem biskupem Albano i dwa miesiące później przyjął sakrę biskupią z rąk kardynała Antonio Marcello Barberiniego. W styczniu 1632 został dodatkowo arcybiskupem Sewilli, jednak nadal pełnił funkcję ambasadora Hiszpanii w Rzymie. Był także członkiem trybunału Rzymskiej Inkwizycji. W 1633 uczestniczył w procesie Galileusza. Był jednym z trzech kardynałów, którzy nie podpisali wyroku skazującego wydanego na astronoma.
Kardynał Borja y Velasco był przeciwnikiem profrancuskiej polityki zagranicznej papieża Urbana VIII. Na konsystorzu 8 marca 1632 złożył oficjalny protest przeciwko jego polityce, zarzucając papieżowi zdradę interesów religii katolickiej. Francja, której sprzyjał Urban VIII, sprzymierzyła się bowiem z obozem protestanckim w Rzeszy Niemieckiej w wojnie trzydziestoletniej przeciwko austriackim i hiszpańskim Habsburgom. Protest Borja y Velasco poparło wielu kardynałów (m.in. Ludovico Ludovisi, Roberto Ubaldini), jednak okazał się całkowicie przeciwskuteczny. Akcję kardynała Borja y Velasco papież uznał bowiem za niedopuszczalną presję ze strony władz świeckich, a popierających go kardynałów potraktował niemalże jako buntowników, zmuszając większość z nich do opuszczenia Rzymu. Sam Borja od tej pory nie miał dostępu do papieża, który zaczął naciskać na dwór madrycki, aby odwołał go z placówki dyplomatycznej. Ponieważ nieoficjalne naciski nie odniosły skutku, 18 grudnia 1634 Urban VIII wydał bullę nakazującą wszystkim kardynałom będącym biskupami diecezjalnymi powrót do swych diecezji. Bullę tę nazwano bulla borgiana, nie było bowiem tajemnicą, że miała ona na celu zmuszenie kardynała Borja y Velasco do opuszczenia Rzymu pod pretekstem, że jest on arcybiskupem Sewilli. Początkowo Hiszpania nie zgodziła się na ten dyktat. Najpierw do Rzymu wysłano dwóch ambasadorów nadzwyczajnych w celu uzyskania dyspensy od obowiązku rezydencji dla kardynała, a gdy papież odmówił, kardynał złożył rezygnację z funkcji arcybiskupa. Na to jednak papież także się nie zgodził. Ostatecznie rząd hiszpański skapitulował i we wrześniu 1635 Borja opuścił Rzym. Kardynał formalnie pozostał na stanowisku ambasadora aż do śmierci, ale nigdy już nie powrócił do Rzymu. Konflikt ten był jednym z najpoważniejszych kryzysów w historii stosunków dyplomatycznych między Hiszpanią a Stolicą Apostolską.
W Hiszpanii kardynał kilkakrotnie pełnił funkcje w rządzie. W 1636 został przewodniczącym Rady Aragonii, później był także członkiem Rady Włoch oraz jednym z gubernatorów Hiszpanii w trakcie nieobecności króla Filipa IV w czasie wojny hiszpańsko-francuskiej w 1642. W styczniu 1643 król mianował go arcybiskupem Toledo i prymasem Hiszpanii, jednak Urban VIII, wciąż żywiący do niego urazę, odmówił ratyfikacji tej nominacji. Dopiero w styczniu 1645 następca Urbana VIII, papież Innocenty X, zatwierdził przeniesienie kardynała z archidiecezji Sewilli do Toledo. Niedługo potem kardynał Borja zmarł w Madrycie.